# Haoussa
Pour les articles homonymes, voir Haoussa (Cameroun).
Cet article concerne la langue haoussa. Pour le peuple haoussa, voir Haoussas.

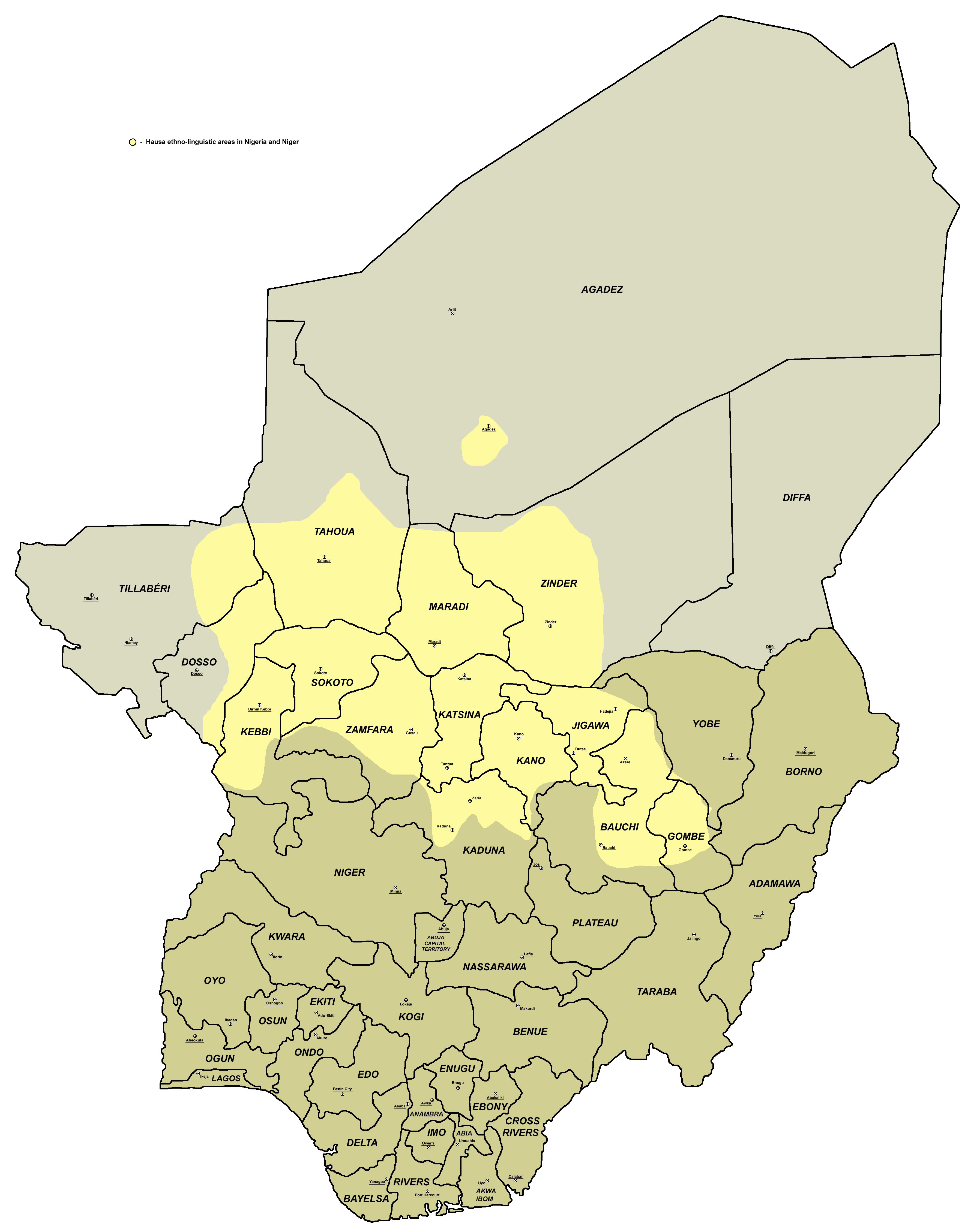
Aire (en jaune) dans laquelle le haoussa est largement majoritaire comme langue première au Niger et Nigeria.

Le haoussa ou hausa  (autonyme : harshen Hausa) est une langue tchadique (une des branches de la famille des langues afro-asiatiques) parlée dans une grande partie du continent africain, principalement au Nigéria et au Niger, mais également au Cameroun, Soudan, Tchad, Bénin, Ghana, Togo, Centrafrique, Gabon et Burkina Faso.
Le haoussa est une des principales langues apprises et parlées au Nigeria, avec l'anglais (Nigerian English ou Nigerian Standard English), le pidgin nigérian, le yoruba et l'igbo. Utilisé comme première langue dans une partie du Nord du Nigeria et du Sud du Niger, principalement par les personnes se définissant comme « Haoussas » (en haoussa Hausawa), il sert également de langue véhiculaire dans une aire beaucoup plus large, incluant notamment une grande moitié nord du Nigéria et de nombreux locuteurs dans la quasi-totalité des grandes aires urbaines du pays, ainsi que le sud du Niger. Il serait la troisième langue la plus parlée du continent.
Le haoussa comprend plusieurs variantes dialectales, entre lesquelles il y a intercompréhension.

## Classification
Le haoussa fait partie de la famille des langues afro-asiatiques (dite aussi chamito-sémitique) et appartient au groupe des langues tchadiques (et à un des quatre sous-groupes de ce dernier, celui des langues tchadiques occidentales, dans le cadre de la subdivision proposée par Paul Newman en 1977), dont le haoussa est, de loin, la langue comptant le plus de locuteurs, aucune autre langue tchadique ne comptant plus de 200 000 locuteurs.

## Répartition géographique

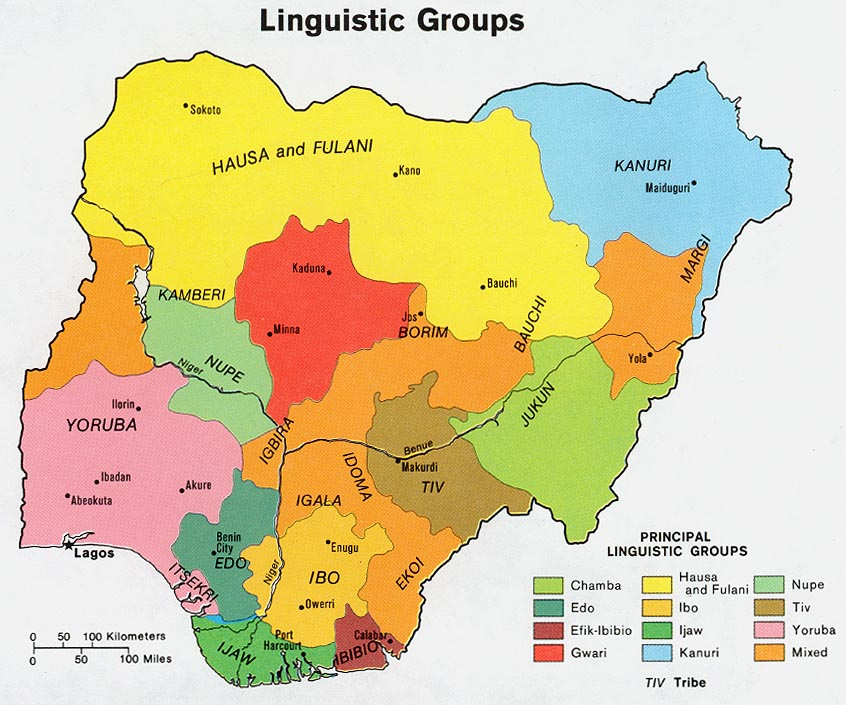
Carte des groupes ethnolinguistiques du Nigeria.

La haoussa est parlé comme langue première par une large majorité de la population dans le Nord-Ouest du Nigéria (quasi-totalité des États de Jigawa, Kano, Katsina, Kebbi, Sokoto et Zamfara, une grande partie des États de Bauchi, Gombe et Kaduna) et le Sud du Niger (est de la région de Dosso, région de Maradi en totalité, sud de la région de Tahoua, ouest de la région de Zinder).
Il est parlé comme langue véhiculaire par une majorité de la population dans une aire plus large, recouvrant la quasi-totalité de l'ancienne région Nord du Nigéria à l'exception de ses marges méridionales et orientales, et le sud du Niger, et par des communautés importantes dans les grandes villes de ces deux pays hors de cette zone (Lagos, Niamey, Port Harcourt...).
Les estimations du nombre de locuteurs du haoussa varient beaucoup d'une source à l'autre. Le site Ethnologue l'estime à 77 millions au total, dont près de 56 millions au Nigéria et près de 18 millions au Niger, ce qui en ferait la 25e langue au monde par le nombre total de locuteurs. D'autres estimations font état d'un nombre de locuteurs supérieur à 100 millions. La dernière enquête Afrobaromètre (2022) indique que le haoussa est la première langue parlée au sein du foyer pour 31,5 % personnes interrogées. Des populations minoritaires allant de quelques milliers à quelques centaines de milliers de personnes parlent le haoussa au Bénin, au Burkina Faso, au Cameroun, au Gabon, au Ghana, au Niger, au Soudan, au Tchad ou encore au Togo. Il est aussi parlé par certaines communautés dans de grandes villes d'Afrique de l'Ouest et centrale au-delà de ces pays (Dakar, Abidjan, Bamako, Conakry, Bangui, Brazzaville, etc.), ainsi que dans les diasporas nigérianes et nigériennes en Afrique du Nord, en Europe et en Amérique du Nord.
En tant que l'une des principales langues véhiculaires d’Afrique de l’Ouest et centrale, elle est diffusée par de grandes stations de radio internationales telles que la VOA, BBC (Royaume-Uni), CRI (Chine), RFI (France), IRIB (Iran), Deutsche Welle (Allemagne), la Voix de la Russie (Radio Moscou), mais aussi enseignée dans de nombreuses universités africaines et occidentales (Libye, Niger, Nigeria, Inalco (Paris), Université de Boston, UCLA). Il existe de nombreux médias papier (notamment Aminiya au Nigéria ; Gaskiya ta fi Kwabo, aujourd'hui disparu, a été publié à partir de 1939) et en ligne en langue haoussa. Le haoussa est très utilisé sur les réseaux sociaux, avec plusieurs pages haoussaphones suivies par plusieurs millions de comptes sur Facebook. De nombreuses œuvres littéraires de fiction sont publiés en langue haoussa, notamment des romans populaires sentimentaux appelés littattafan soyayya (« livres d'amour »). L’industrie de la vidéo haoussa (« Kannywood ») est par ailleurs florissante, produisant plus de 1 000 films par an.

### Statut officiel
Le haoussa est, comme l'anglais, l'igbo et le yoruba, une langue de travail du Parlement au Nigeria (art. 55 de la Constitution nigériane de 1999) et a été la langue officielle du Nord de 1951 à 1967. Au Niger, il a été reconnu comme l'une des dix « langues des communautés constituant la nation nigérienne », depuis 2025 elle est langue officielle du Niger, avec le français comme langue de travail.

### Dialectes
Le haoussa compte plusieurs dialectes ; ceux-ci sont dénommées abakwariga (parlé par une partie des Haoussas de l'État de Taraba, notamment autour de Wukari), adaranci (parlé dans l'Ader, au Niger), arewanci (autour de Dogondoutchi), damagaranci (Damagaram, autour de Zinder), dawranci (Daura), gananci (parlé au Ghana), gobirci (Gobir), gubanci, hadejiyanci (région de Hadejia), kabbanci (région de Kebbi), kananci (région de Kano), katagumci (région de Katagum), katsinanci (région de Katsina), kurfayanci (région de Filingué), kwannanci, sakkwatanci (région de Sokoto), zamfaranci (région de Zamfara), zazzaganci (région de Zaria). La forme de Kano sert généralement de référence dans les grammaires et dictionnaires et a servi de base à la définition du haoussa standard. Le haoussa présente une faible différenciation dialectale et l’intercompréhension est complète sur l’ensemble de l’aire linguistique.
Néanmoins, il existe des différences marquées entre les dialectes, avec une distinction générale entre parlers de l'Ouest ou Nord-Ouest et de l'Est ou du Sud-Est, qui se traduit notamment par l'usage de formes différentes pour certaines conjugaisons, ou encore de formes différentes pour certains pluriels. Les dialectes des environs de Zaria et Bauchi ne distinguent pas entre masculin et féminin. Le gananci du Ghana, étant relativement isolé du reste de la haoussaphonie, est marqué par une forte influence des langues environnantes (langues akan, gbe, gour et mandé...).
Il y a une tendance à la diffusion du parler de Kano : celui-ci a servi de base à la définition du haoussa standard à l'époque coloniale, et reste utilisé aujourd'hui par la plupart des médias en langue haoussa et dans le système scolaire nigérian.
Il existe par ailleurs des variations importantes entre le haoussa parlé par les locuteurs de langue première et le haoussa parlé par les locuteurs de langue seconde ou véhiculaire (avec parfois, chez ces derniers, atténuation voire disparition du marquage des tons, de la distinction entre voyelles longues et brèves, ou encore des consonnes ɓ, ɗ, ƙ et ’ƴ assimilées à b, d, k et y).
Enfin, le haoussa a servi de base à la formation de pidgins, tels que le barikanci (haoussa des casernes - barracks - des troupes coloniales au Nigéria, mêlé d'anglais et de mots d'autres langues parlées par les soldats) ou l’enghausa qui mêle également anglais et haoussa. De nombreux mots haoussa ont été intégrés au pidgin nigérian.

## Caractéristiques

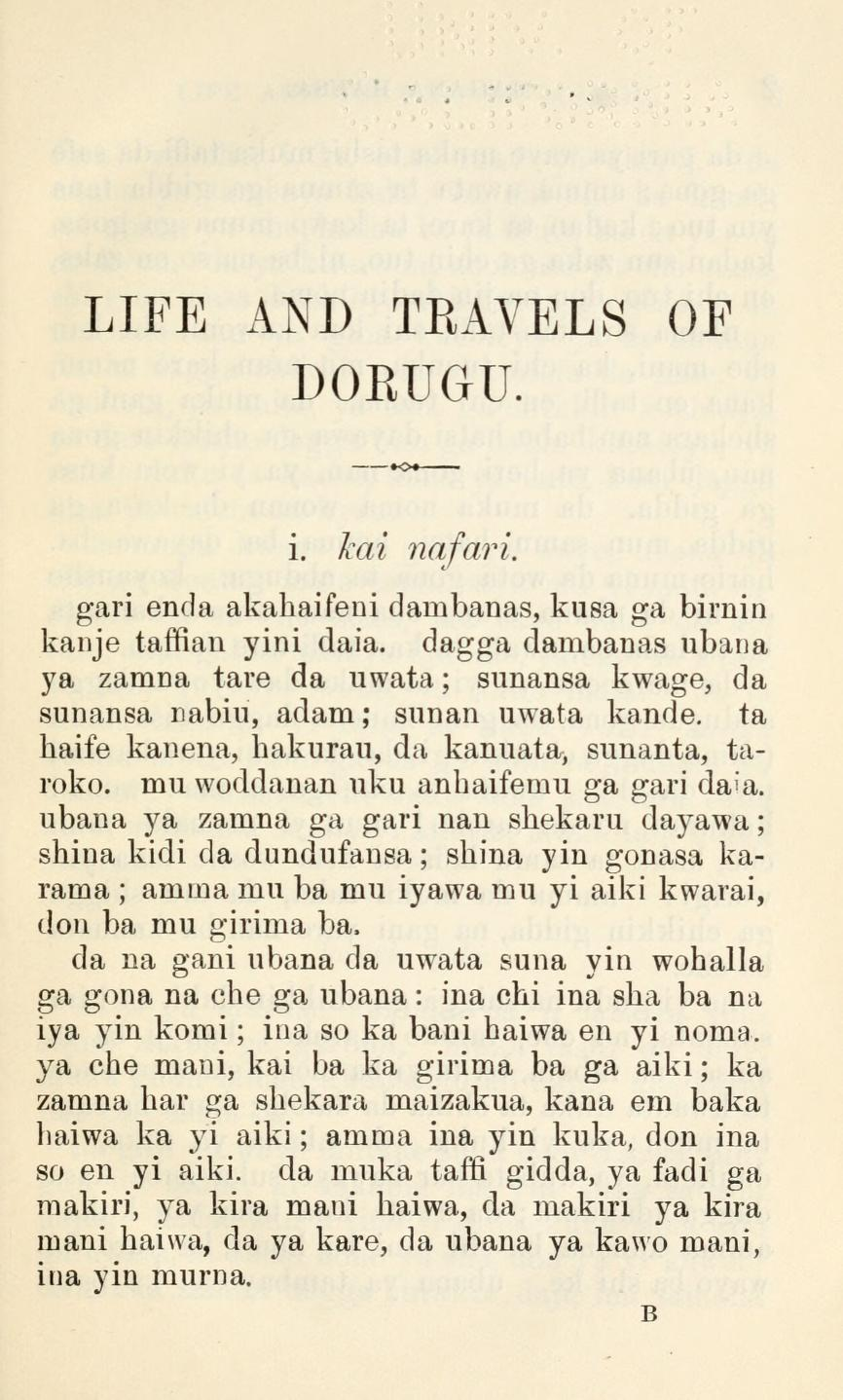
Première page de l'autobiographie de Dorugu, premier texte imprimé en haoussa.

Les premiers ouvrages publiés sur le haoussa remontent au milieu du XIXe siècle (Vocabulary and Elements of Grammar of the Haussa Language de James Schön, 1843). L'autobiographie de Dorugu, publiée par James Schön, est le premier texte imprimé en haoussa. La linguistique contemporaine du haoussa commence avec la grammaire et le dictionnaire de Charles Henry Robinson, publiés respectivement en 1897 et 1900. Parmi les travaux les plus significatifs au cours du XXe siècle figurent ceux de Paul Newman, Claude Gouffé, August Klingenheben (phonétique), Frederick William Parsons (système verbal) ou encore Philip Jaggar. Des départements universitaires étudiant le haoussa existent aujourd'hui en Allemagne, aux États-Unis, en France, au Niger, au Nigéria ainsi qu'au Royaume-Uni.
L'ordre des mots en haoussa est sujet-verbe-objet (SVO). C'est une langue à tons.

## Grammaire
Le haoussa comporte deux genres, masculin (ou genre non marqué) et féminin. Les noms masculins peuvent se terminer par les cinq voyelles, y compris le a (suna, nom ; wasa, jeu, sport), alors que les féminins se terminent dans leur grande majorité par -a, rarement par une autre lettre (mace, femme ; les noms de ville). Les noms et adjectifs se terminant par des consonnes sont rares et correspondent le plus souvent à des emprunts d'autres langues, notamment de l'anglais. Un grand nombre de noms et adjectifs féminins se forment à partir du masculin, le plus souvent en introduisant les suffixes -a ou -iya : yaro, garçon, yarinya, fille. Le fait que la quasi-totalité des noms et adjectifs se terminent par -a ou -iya a été décrit par le linguiste Paul Newman comme le résultat d'un processus de « caractérisation ouverte » de mots qui étaient déjà de genre féminin par ajout de ces suffixes.
La distinction masculin/féminin disparaît au pluriel. La formation du pluriel prend des formes très variables, suivant plus d'une vingtaine de « codes », implication toujours suffixation (wasa, jeu : wasanni, jeux ; suna, nom : sunaye, noms), parfois réduplication partielle (magani, médicament : magunguna, médicaments) avec palatalisation transformant par exemple un w en y (kasuwa, marché : kasuwoyi, marchés et non kasuwowi), et dans certains cas des processus plus complexes impliquant par exemple la reprise d'une consonne disparue depuis longtemps de la forme au singulier (dutse, pierre : duwatsu, pierres). Il peut exister deux, trois pluriels distincts ou davantage pour un même mot, qui peuvent correspondre à des formes apparues à des périodes différentes ou à des époques différentes.
Le pronom personnel suit systématiquement le sujet et ses différentes formes indiquent le temps employé (cf. tableau infra). Les verbes du haoussas sont organisés en classes appelés « grades » - de l'anglais grades, en référence à la classification présentée par le linguiste Frederick William Parsons à partir de 1960 et adoptée par l'ensemble des linguistes depuis, avec quelques ajustements. Différentes formes correspondant aux différents « grades » peuvent être créées pour nuancer la signification du verbe. Dans les présentations les plus récentes de la grammaire haoussa, il existe sept grades divisés en grades primaires et secondaires. Les grades dit primaires sont les suivants : Ø (verbes monosyllabiques comme ci, manger), 1 (en -a/a, transitifs ou intransitifs), 2 (transitifs), 3, 3a, 3b (intransitifs). Les grades secondaires sont : 4 (transitifs ou intransitifs, souvent des verbes relatifs à des actions accomplies en totalité ou affectant une totalité d'objets), 5 et 5b (appelés « efférentiel » par Paul Newman, indiquant une action effectuée vers l'extérieur du locuteur ; il consiste souvent en l'ajout d'un -r à un verbe en -a qui est ainsi rendu transitif ; le 5b est une forme présente seulement dans certains variantes dialectales, où le marqueur da fusionne avec le verbe), 6 (allatif, en -o) et 7 (passif, en -u).

### Conjugaison et pronoms
| Personne                           | Pronoms indépendants | Pronoms objets directs | Bénéfactif/Pronoms objets indirects | Pronoms possessifs (suffixés) |
| ---------------------------------- | -------------------- | ---------------------- | ----------------------------------- | ----------------------------- |
| 1re personne du singulier          | ni                   | ni                     | mini                                | -na/-ta                       |
| 2e personne du singulier, masculin | kai                  | ka                     | maka                                | -ka                           |
| 2e personne du singulier, féminin  | ke                   | ki                     | miki                                | -ki                           |
| 3e personne du singulier, masculin | shi                  | shi                    | masa                                | -sa                           |
| 3e personne du singulier, féminin  | ita                  | ta                     | mata                                | -ta                           |
| 1re personne du pluriel            | mu                   | mu                     | mana                                | -mu                           |
| 2e personne du pluriel             | ku                   | ku                     | muku                                | -ku                           |
| 3e personne du pluriel             | su                   | su                     | musu                                | -su                           |

| Personne                           | Allatif          | Parfait/accompli | Parfait relatif | Continu    | Continu relatif | Subjonctif | Futur      | Futur indéfini | Habituel |
| ---------------------------------- | ---------------- | ---------------- | --------------- | ---------- | --------------- | ---------- | ---------- | -------------- | -------- |
| 1re personne du singulier          | za ni            | na               | na              | ina        | nake/nike       | in         | za ni/ zan | na             | nakan    |
| 2e personne du singulier, masculin | za ka            | ka               | ka              | kana       | kake            | ka         | za ka      | ka             | kakan    |
| 2e personne du singulier, féminin  | za ki            | kin              | kika            | kina       | kike            | ki         | za ki      | kya            | kikan    |
| 3e personne du singulier, masculin | zai/za shi/za ya | ya               | ya              | yana/shina | yake/shike      | ya         | zai/za ya  | ya             | yakan    |
| 3e personne du singulier, féminin  | za ta            | ta               | ta              | tana       | take            | ta         | za ta      | ta             | takan    |
| 1re personne du pluriel            | za mu            | mun              | muka            | muna       | muke            | mu         | za mu      | ma/mwa         | mukan    |
| 2e personne du pluriel             | za ku            | kun              | kuka            | kuna       | kuke            | ku         | za ku      | kwa            | kukan    |
| 3e personne du pluriel             | za su            | sun              | suka            | suna       | suke            | su         | za su      | sa/swa         | sukan    |
| indéfini                           | za a             | an               | aka             | ana        | ake             | a          | za a       | a              | akan     |

## Vocabulaire
Au sein des langues tchadiques, le haoussa se distingue par l'assimilation d'une proportion particulièrement importante de mots issus d'autres familles linguistiques, y compris les langues nigéro-congolaises (nama, viande ; mutum, homme), notamment le peul (dattijo, personne d'âge mûr, ancien) et le yoruba (agogo, montre, horloge), et les langues nilo-sahariennes, dont le kanouri (ungozoma, sage-femme), ainsi que d'autres langues aujourd'hui parlées au Nigéria. Des emprunts ont également été faits à d'autres langues afro-asiatiques, en particulier les langues touarègues.
Le haoussa comprend un vocabulaire d'origine arabe particulièrement étendu, notamment dans le domaine religieux (zunubi, péché ; hadisi, hadith), politique (siyasa, politique), juridique (sharadi, accord, condition) et commercial (kasuwa, marché ; safara, colportage), mais aussi les sciences (lissafi, arithmétique), les idées abstraites (dalili, cause, raison ; zamani, temps), la guerre (sulke, cotte de mailles), ou encore l'agriculture (alkama, blé), l'élevage des chevaux et l'équitation (sirdi, selle ; likkafa, étrier) et les nombres indiquant les dizaines. Le linguiste Paul Newman relève que dans une base de données d'environ 12 000 racines utilisées en haoussa, 1 000 peuvent être identifiées comme d'origine arabe. Certains emprunts à l'arabe ont été faits via le kanouri et le peul.
Des emprunts plus récents (principalement XXe et XXIe siècles) ont été faits aux langues des pays colonisateurs, principalement l'anglais (direba, conducteur ; rediyo, radio : asibiti, hôpital ; fensir, crayon) au Nigéria et le français au Niger (jandarma, gendarme ; lakkwal, école primaire).

### Exemples

#### Vocabulaire courant
| Mot          | Traduction                   | Prononciation standard                        |
| ------------ | ---------------------------- | --------------------------------------------- |
| connaissance | sani                         | [sanii]                                       |
| ciel         | sama                         | [samma]                                       |
| eau          | ruwa                         | [roua]                                        |
| feu          | wuta/huta                    | [wouta]/[houta]                               |
| homme        | namiji                       | [namidji]                                     |
| femme        | mace                         | [matché]                                      |
| manger       | ci                           | [tchi]                                        |
| boire        | sha                          | [cha]                                         |
| grand        | babba                        | [bab-ba]                                      |
| petit        | ƙarami                       | [k'arami]                                     |
| nuit         | dare                         | [daré]                                        |
| jour         | rana                         | [râna]                                        |
| dormir       | barci/kwana                  | [bartchi]/[kouana]                            |
| bonjour      | ina kwana                    | ['ina kouana]                                 |
| bonsoir      | ina wuni                     | ['ina wouni]                                  |
| il fait jour | gari ya waye                 | [gari ya ouayé]                               |
| faim         | yunwa                        | [youn-oua]                                    |
| soif         | ƙishirwa                     | [k'ishiroua]                                  |
| maison       | gida                         | [gida]                                        |
| l’Est        | Gabas                        | [gabas]                                       |
| l’Ouest      | Yamma                        | [yam-ma]                                      |
| le Sud       | Kudu                         | [koudou]                                      |
| le Nord      | Arewa                        | [aréoua]                                      |
| haoussa      | Hausa/Hausanci/harshen Hausa | [haoussa]/[haou-sann-tchi]/[harchéne haoussa] |
| français     | Faransanci                   | [farann-sann-tchi]                            |
| anglais      | Turanci                      | [tou-rann-tchi]                               |

#### Nombres
| Mot              | Traduction      | Prononciation standard |
| ---------------- | --------------- | ---------------------- |
| un               | ɗaya            | [d'aya]                |
| deux             | biyu            | [biyou]                |
| trois            | uku             | [oukou]                |
| quatre           | huɗu            | [houd'ou]              |
| cinq             | biyar           | [biyar]                |
| six              | shida           | [chida]                |
| sept             | bakwai          | [bakouey]              |
| huit             | takwas          | [takouass]             |
| neuf             | tara            | [tara]                 |
| dix              | goma            | [goma]                 |
| onze             | (goma) sha ɗaya | [(goma) cha d'aya]     |
| vingt            | ashirin         | [achirinn]             |
| trente           | talatin         | [talatinn]             |
| quarante         | arba'in         | [arba'hinn]            |
| cinquante        | hamsin          | [hamsinn]              |
| soixante         | sittin          | [sit-tinn]             |
| soixante-dix     | saba'in         | [saba-hinn]            |
| quatre-vingt     | tamanin         | [tamaninn]             |
| quatre-vingt-dix | casa'in         | [tchassa'inn]          |
| cent             | ɗari            | [d'ari]                |
| mille            | dubu            | [doubou]               |

## Écriture
Le premier texte composé en haoussa, écrit en alphabet arabe adapté à la notation des langues africaines (ʿajami), date du XVIIe siècle : le Riwayar Annabi Musa de l'érudit 'Abd Allah Suka, installé à Kano. Au moins deux poètes ont composé de la poésie en arabe et en haoussa écrit en ʿajami à la même époque, Ɗan Marina and Ɗan Masani. La production littéraire en haoussa prend de l'ampleur quand la classe dirigeante de l'empire de Sokoto adopte le haoussa au début du XIXe siècle, avec une tradition vivace de chroniques versifiées en haoussa (dont la plus connue est la Chronique de Kano), mais aussi la rédaction d'ouvrages philosophiques et religieux. Certains textes ont été rédigés par Ousman dan Fodio lui-même, ainsi que par son frère Abdullahi, et sa fille Nana Asma’u. Aujourd'hui, une partie de la population reste capable de lire l'ajami, qui a, par exemple, été utilisé lors de la campagne électorale en vue de l'élection présidentielle de 2019 au Nigéria, et reste visible sur les billets de banque nigérians, dans l'affichage public à caractère religieux, ainsi que sur certains produits de consommation courante (lait, boissons, biscuits...).
Les premiers Européens qui se sont intéressés à la langue haoussa à partir du milieu du XIXe siècle l'ont, à quelques exceptions près, transcrite en alphabet latin. Dès 1902, Frederick Lugard, gouverneur britannique du Nigéria du Nord, demande à l'administration d'utiliser à la suite de la colonisation britannique, le haoussa transcrit en alphabet latin. Les missionnaires chrétiens l'utilisent également dans leurs écoles dès 1904, à la demande de l'administration. Dès 1913, le dictionnaire haoussa de Charles Henry Robinson est publié intégralement en alphabet latin. Une production littéraire en alphabet latin dans un sous-ensemble de l’alphabet pan-nigérian (pièces de théâtre, contes, nouvelles, romans, poésie) se développe à partir de l'entre-deux-guerres. Quatre consonnes supplémentaires sont utilisées pour noter le haoussa : ɓ, ɗ, ƙ, ƴ (notée aussi ’y), et l’arrêt glottal ’. Le dialecte de Kano, promu successivement par le colonisateur britannique et les autorités du Nigéria indépendant comme « haoussa standard », domine la langue écrite.
L’écriture en caractères latins utilise également des diacritiques pour indiquer les tons : accents grave (ton bas), aigu (ton haut) et circonflexe (ton descendant), ainsi que le macron pour indiquer les voyelles longues. Si ces diacritiques sont généralement notés dans les dictionnaires, ils ne le sont pas dans les autres textes imprimés : livres et journaux ; ils ne sont pas utilisés non plus dans la très grande majorité des cas par les locuteurs haoussaphones sur les réseaux sociaux. Les consonnes supplémentaires ɓ, ɗ, ƙ et ’ƴ sont en revanche parfois utilisées à l'écrit. Elles peuvent également être substituées par d'autres consonnes non utilisées ou extrêmement rares en haoussa (q pour ƙ, par exemple : qarami, petit, au lieu de ƙarami) ou indiquées par l'utilisation de l'apostrophe (b’ pour b, par exemple : kub’ewa, gombo, au lieu de kuɓewa).
Le haoussa se trouve aujourd'hui en situation de digraphie (coexistence de l'ajami et du boko), avec des fortes variations d'une région à l'autre et d'un usage à l'autre ; sur internet, le boko domine très largement.

### Écriture arabe
L’ʿajami est le nom donné à l’écriture arabe utilisée pour écrire le haoussa :
| ب | [b]  |
| ٻ | [ɓ]  |
| ث | [tʃ] |
| د | [d]  |
| ط | [ɗ]  |
| ف | [β]  |
| غ | [ɡ]  |
| ه | [h]  |
| ج | [dʒ] |
| ك | [k]  |
| ق | [k’] |
| ل | [l]  |

| م | [m]      |
| ن | [n]      |
| ر | [r], [ɾ] |
| س | [s]      |
| ش | [ʃ]      |
| ت | [t]      |
| ڟ | [ts’]    |
| و | [w]      |
| ى | [j]      |
| ع | [ʔ]      |
| ز | [z]      |
|   |          |

### Écriture latine
Le rubutun boko ou simplement boko est le nom donné à l’écriture utilisée pour transcrire le haoussa en alphabet latin :
| A a | [a], [æ] |
| B b | [b]      |
| Ɓ ɓ | [ɓ]      |
| C c | [tʃ]     |
| D d | [d]      |
| Ɗ ɗ | [ɗ]      |
| E e | [e]      |
| F f | [β]      |
| G g | [ɡ]      |
| H h | [h]      |
| I i | [i]      |
| J j | [dʒ]     |
| K k | [k]      |
| Ƙ ƙ | [k’]     |
| L l | [l]      |

| M m        | [m]       |
| N n        | [n]       |
| O o        | [o]       |
| R r        | [ɽ]       |
| R̃ r̃        | [r]       |
| S s        | [s]       |
| Sh sh      | [ʃ]       |
| T t        | [t]       |
| Ts ts      | [ts’]     |
| U u        | [u], [uː] |
| W w        | [w]       |
| Y y        | [j]       |
| Ƴ ƴ, ’Y ’y | [ʔʲ], [j̰] |
| Z z        | [z]       |
| ’          | [ʔ]       |

Au Niger, selon l’alphabet officiel, les digrammes ‹ fy, gw, gy, kw, ky ƙw, ƙy › représentent aussi des sons spécifiques et sont considérés comme des lettres à part entière.